# Wenzendorf (Mühlberg/Elbe)
Wenzendorf ist ein Ort in der Stadt Mühlberg/Elbe und gehört zum Stadtteil Koßdorf. Das bis 1937 eigenständige Dorf liegt nördlich des Hauptortes Koßdorf an der Landesstraße L67.

## Geschichte
Das Dorf wird 1230 erstmals als Wencendorp in einer Urkunde genannt, in der der Markgraf Heinrich dem Kloster Mühlberg das Dorf schenkt.
Jedoch ist belegt, dass der Ort schon 1251 an das Kloster Nimbschen Zins leisten musste.
Otto und Botho von Ileburg stiften dem Kloster in Mühlberg einen jährlichen Zins von 7 Mark aus Wenzendorf. Zwischen 1557 und 1570 gehörte Wenzendorf mit 20 Hufen dem Bischof von Meißen, danach wurde es Amtsdorf des Amtes Mühlberg. Der Dreißigjährige Krieg hinterließ nach Bränden im Jahr 1637 verschiedene Wüstungen (1652).
1816 gab es in Wenzendorf 173 Einwohner, 1910 waren es 444 Einwohner. 1937 wurde Wenzendorf gemeinsam mit Lehndorf nach Koßdorf eingemeindet.